# Xestocephalus culmus
Xestocephalus culmus är en insektsart som beskrevs av Delong, Wolda och Estribi 1980. Xestocephalus culmus ingår i släktet Xestocephalus och familjen dvärgstritar. Inga underarter finns listade i Catalogue of Life.